# يوكي آبي
يوكي أبي، من مواليد 6 سبتمبر 1981 في تشيبا في اليابان، لاعب كرة قدم ياباني.
و قد بدأ مسيرته الكروية مع نادي جيف يونايتد في عام 1998، ولعب معهم حتى عام 2006، وشارك معهم في 214 مباراة وسجل 36 هدف، ومنذ عام 2007 وهو يلعب مع نادي أوراوا ريدز.
و قد بدأ باللعب مع منتخب اليابان لكرة القدم في عام 2005.

## كأس آسيا 2007
و قد سجل هدف في مرمى منتخب السعودية لكرة القدم.

## روابط خارجية
- يوكي آبي على موقع الاتحاد الدولي (مؤرشف)  (الإنجليزية)
- يوكي آبي على موقع رابطة كرة القدم اليابانية للمحترفين (اليابانية)
- يوكي آبي على موقع قاعدة بيانات كرة القدم.إي يو (الإنجليزية)
- يوكي آبي على موقع ناشيونال فوتبول تيمز (الإنجليزية)
- يوكي آبي على موقع Soccerbase.com (لاعب) (الإنجليزية)
- يوكي آبي على موقع Soccerway.com (الإنجليزية)
- يوكي آبي على موقع عالم كرة القدم.نت (الإنجليزية)
- يوكي آبي على موقع كووورة
- يوكي آبي على موقع أوليمبيديا (الإنجليزية)